# Sydney Payne
Pour les articles homonymes, voir Payne.
Sydney Payne, née le 16 septembre 1997, est une rameuse d'aviron canadienne.

## Carrière
Sydney Payne pratique dans sa jeunesse le ski alpin, terminant neuvième des Mondiaux des moins de 16 ans en super-G.
Championne du monde des moins de 23 ans en huit en 2017, elle est médaillée d'argent du huit aux Championnats du monde d'aviron 2018.
Au Jeux olympiques de Paris en 2024, l'équipe dont elle fait partie, soit l'équipage du huit de pointe féminin, a remporté la médaille d'argent au Stade nautique de Vaires-sur-Marne.